# Liste des maires de Guebwiller
La liste des maires de Guebwiller présente la liste des maires de la commune française de Guebwiller, située dans la collectivité européenne d'Alsace en région Grand Est.

## L'Hôtel de ville

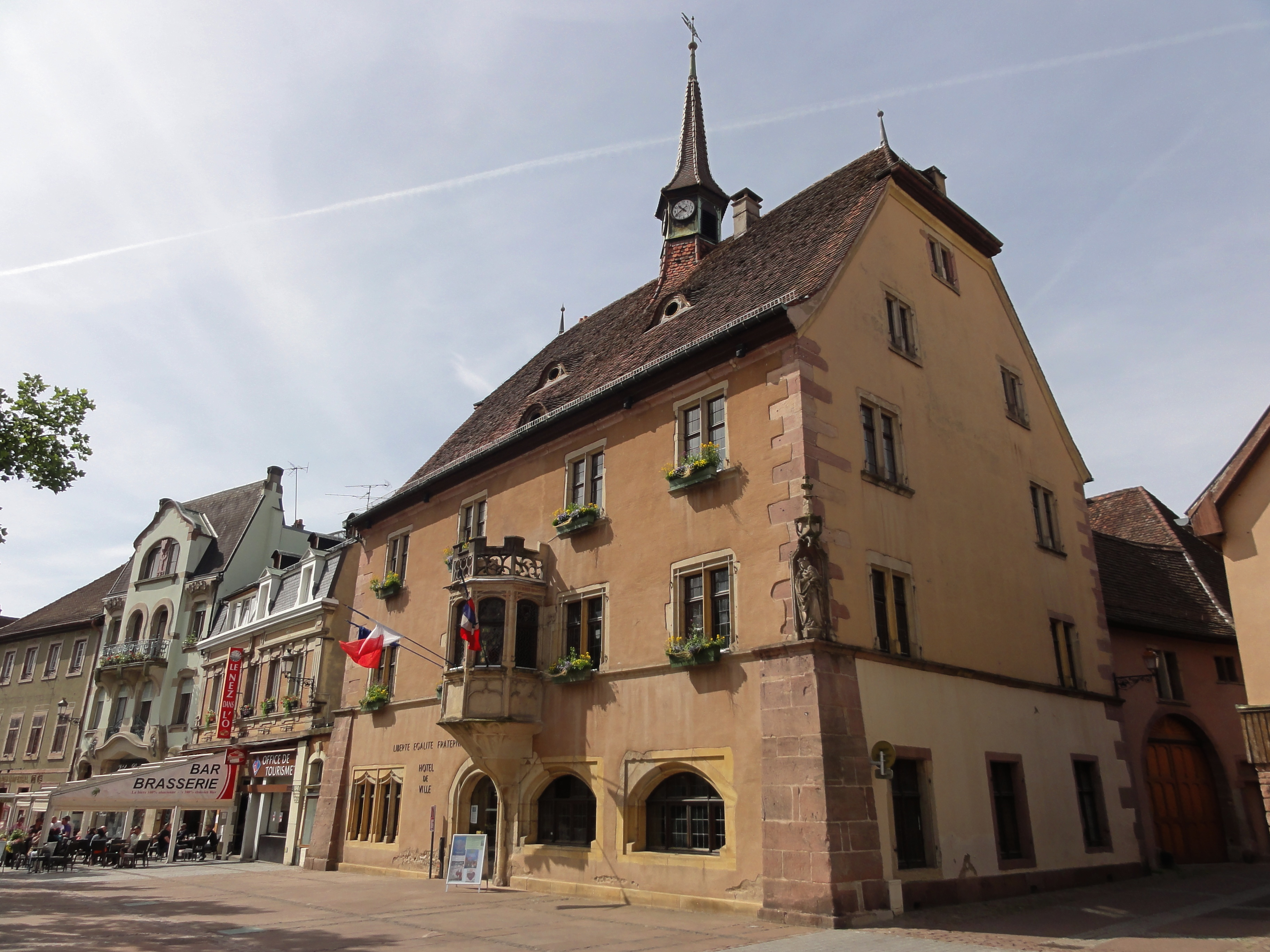
L'hôtel de ville.

## Liste des maires

### Sous l'Ancien Régime
| Période                                  | Période        | Identité               | Étiquette | Qualité    |
| ---------------------------------------- | -------------- | ---------------------- | --------- | ---------- |
| Les données manquantes sont à compléter. |                |                        |           |            |
| 13 avril 1788                            | 2 février 1790 | André Beck (1720-1804) |           | Aubergiste |

### Entre 1790 et 1945
| Période                                  | Période                      | Identité                                                                | Étiquette    | Qualité |
| ---------------------------------------- | ---------------------------- | ----------------------------------------------------------------------- | ------------ | --- |
| 2 février 1790                           | 4 août 1790 (démission)      | André Beck (1720-1804)                                                  |              | Aubergiste |
| 24 août 1790                             | 1791                         | Jean-Baptiste Ingold                                                    |              | |
| 1791                                     | 1791                         | François-Antoine Banmeyer                                               |              | |
| 1791                                     | 1792                         | Philippe Hug                                                            |              | |
| 1792                                     | 1793                         | Martin Rothé                                                            |              | |
| 1793                                     | 1794                         | Frantz-Joseph Berne                                                     |              | |
| 1794                                     | 1794                         | Jacques Lacher                                                          |              | |
| 1794                                     | 1795                         | Léger Ruh                                                               |              | |
| 1795                                     | 1795                         | Jean-Baptiste Rudler, (1752-1813)                                       |              | Avocat au conseil souverain d'Alsace                                                                              |
| 1795                                     | 1797                         | Jean-Paul Anselme                                                       |              | |
| 1797                                     | 1797                         | Philippe Hug                                                            |              | |
| 1797                                     | 1797                         | Jacques Ulrich                                                          |              | |
| 1797                                     | 1800                         | Georges Buhner                                                          |              | |
| 1800                                     | septembre 1803               | Jean-Baptiste Rudler, (1752-1813)                                       |              | Avocat au conseil souverain d'Alsace                                                                              |
| septembre 1803                           | 18 janvier 1816 (démission)  | Jean-Baptiste Stoll (1768-1845)                                         |              | Membre du conseil d'arrondissement                                                                                |
| 1816                                     | 1820                         | Dominique Ulrich                                                        |              | Négociant |
| 1820                                     | 1821                         | Valentin Callias                                                        |              | |
| 17 avril 1821                            | 30 août 1830 (suspendu)      | Jean-Baptiste Stoll (1768-1845)                                         |              | |
| 1830                                     | 1839                         | Daniel Schlumberger-Bourcart (1788-1840, frère de Nicolas Schlumberger) |              | Manufacturier Maire nommé par le Roi                                                                              |
| 1839                                     | 1847                         | Antoine Ritter                                                          |              | |
| 1847                                     | 1847                         | Laurent Huser                                                           |              | |
| 1847                                     | 1848                         | Jean-Baptiste Ritter                                                    |              | |
| 1848                                     | 1850                         | Nicolas Alexandre Scherer                                               |              | |
| 12 mars 1850                             | 1852                         | François Jacques Grün (1788-1876)                                       |              | Industriel, ingénieur-mécanicien Conseiller général de Guebwiller (1848 → 1852)                                   |
| 1852                                     | avril 1859                   | Jean-Baptiste Ritter                                                    |              | Chevalier de la Légion d'honneur                                                                                  |
| avril 1859                               | octobre 1859                 | Georges Dominique Jehlen (1809-1869)                                    |              | Propriétaire marchand                                                                                             |
| octobre 1859                             | novembre 1870 (démission)    | Henri Schlumberger (1817-1876)                                          |              | Manufacturier (filatures) Propriétaire du château de Staffelfelden Conseiller général de Guebwiller (1861 → 1871) |
| novembre 1870                            | décembre 1870                | Antoine Luc Beltz (1803-1872)                                           |              | Docteur en médecine                                                                                               |
| 12 décembre 1870                         | 15 octobre 1871              | Jean-Baptiste Althoffer (1824-1872)                                     |              | Manufacturier (draps)                                                                                             |
| 15 octobre 1871                          | 1876                         | Pierre Eugène Meister (1805-1897)                                       |              | Directeur de la Poste aux lettres                                                                                 |
| 1876                                     | 1877                         | Ambroise Haller                                                         |              | |
| 1877                                     | 1884                         | Jean-Baptiste Munsch                                                    |              | |
| 1884                                     | 1886                         | Ambroise Haller                                                         |              | |
| 1886                                     | 1901                         | Émile de Bary, (1841-1915)                                              |              | Manufacturier (rubans de soie) Chevalier de la Légion d'honneur                                                   |
| juin 1902                                | juin 1908 (démission)        | Albert Thumann (de) (1856-1938)                                         | CAL/ELZ (de) | Pharmacien Député de Guebwiller (de) au Reichstag (1912 → 1918)                                                   |
| 1908                                     | 1909                         | Jacques Hammerer                                                        |              | |
| avril 1909                               | juin 1916 (démission)        | Ludwig Freyseng (de) (1868-1943)                                        |              | Juge de première instance Député au Reichstag                                                                     |
| 4 juillet 1916                           | 9 novembre 1918              | Alexandre Baum (1877-?)                                                 |              | Professeur Maire de Soultz (1916 → ?)                                                                             |
| 1919                                     | 1919                         | Léon Schlumberger (1855-1929)                                           |              | Manufacturier |
| 1919                                     | 5 décembre 1926              | Joseph Schmitt                                                          |              | |
| 13 décembre 1926                         | 12 mai 1929                  | François Ernst (1869-1931)                                              | SFIO         | Contrôleur des postes Premier adjoint au maire (1925 → 1926) Conseiller général de Guebwiller (1919 → 1928)       |
| 12 mai 1929                              | 23 octobre 1934 (révocation) | Louis Fouilleron (1889-1980)                                            | SFIO         | Instituteur puis chef d'établissement                                                                             |
| 19 décembre 1934                         | 12 mai 1935 (révocation)     | Louis Bréchot (1902-1966)                                               | SFIC         | Mineur |
| mai 1935                                 | 1940                         | Paul Reeb (1889-1967)                                                   |              | Notaire |
| Les données manquantes sont à compléter. |                              |                                                                         |              | |

### Depuis 1945
| Période       | Période                   | Identité                   | Étiquette    | Qualité |
| ------------- | ------------------------- | -------------------------- | ------------ | --- |
| février 1945  | octobre 1945              | Paul Reeb (1889-1967)      |              | Notaire |
| octobre 1945  | 27 mars 1971              | François Throo (1907-1975) | MRP puis CD  | Maître plâtrier Conseiller général de Guebwiller (1961 → 1975) Vice-président de l'Association des Maires du Haut-Rhin |
| 27 mars 1971  | 29 mai 1973               | Joseph Storck (1897-1989)  | SE           | Ancien inspecteur d'académie, ancien professeur agrégé et proviseur Juste parmi les nations Démissionnaire |
| 29 mai 1973   | 24 mars 1977              | André Bingert, (1927-2023) | CDS          | Agent général d'assurances, ancien instituteur Adjoint au maire (1971 → 1973) |
| 24 mars 1977  | 18 mars 2001              | Charles Haby (1922-2006)   | RPR puis DVD | Fonctionnaire de la protection civile, maire honoraire Député du Haut-Rhin (2e circ.) (1978 → 1986) Conseiller régional d'Alsace (1978 → 1986) Conseiller général de Guebwiller (1976 → 1998) Vice-président du conseil général du Haut-Rhin (1982 → 1998) Président du SIVOM de la région de Guebwiller (1977 → 1983) Suppléant du député Georges Bourgeois (1973 → 1978) |
| 18 mars 2001  | 22 mars 2008              | Daniel Weber, (1943-2020)  | RPR puis UMP | Directeur de maison de retraite, maire honoraire Conseiller général de Guebwiller (1998 → 2011) Président de la CC de la Région de Guebwiller (2001 → 2008) |
| 22 mars 2008, | 5 avril 2014              | Denis Rebmann              | PS           | Ancien photographe publicitaire 1er vice-président de la CC de la Région de Guebwiller (2008 → 2014) |
| 5 avril 2014  | En cours (au 31 mai 2020) | Francis Kleitz             | UDI          | Chef d'entreprise, ingénieur Conseiller régional du Grand Est (2015 → 2021) Conseiller départemental de Guebwiller (2021 → ) 3e (2014 → 2020) puis 2e vice-président (2020 → ) de la CC de la Région de Guebwiller Réélu pour le mandat 2020-2026 |

## Conseil municipal actuel
Les 33 sièges composant le conseil municipal de Guebwiller ont été pourvus le 28 juin 2020 à l'issue du second tour. Actuellement, il est réparti comme suit : 

## Résultats des élections municipales

### Élection municipale de 2020
| Tête de liste                                  | Tête de liste            | Liste                    | Premier tour | Premier tour | Second tour | Second tour | Sièges | Sièges |
| Tête de liste                                  | Tête de liste            | Liste                    | Voix         | %            | Voix        | %           | CM     | CC     |
| ---------------------------------------------- | ------------------------ | ------------------------ | ------------ | ------------ | ----------- | ----------- | ------ | ------ |
|                                                | Francis Kleitz *         | UDI-DVC                  | 1 149        | 44,36        | 1 267       | 48,37       | 25     | 9      |
| Guebwiller, poursuivons ensemble               |                          |                          | 1 149        | 44,36        | 1 267       | 48,37       | 25     | 9      |
|                                                | Christian Facchin        | DVG                      | 543          | 20,96        | 596         | 22,75       | 4      | 1      |
| Guebwiller en commun                           |                          |                          | 543          | 20,96        | 596         | 22,75       | 4      | 1      |
|                                                | Hélène Francois-Aullen   | EELV                     | 451          | 17,41        | 436         | 16,64       | 2      | 1      |
| Gueb' à venir - Démocratie Écologie Solidarité |                          |                          | 451          | 17,41        | 436         | 16,64       | 2      | 1      |
|                                                | Grégory Stich            | DVD                      | 447          | 17,25        | 320         | 12,21       | 2      | 1      |
| Guebwiller et vous                             |                          |                          | 447          | 17,25        | 320         | 12,21       | 2      | 1      |
|                                                |                          |                          |              |              |             |             |        |        |
| Exprimés                                       | Exprimés                 | Exprimés                 | 2 590        | 96,35        | 2 619       | 97,51       |        |        |
| Votes blancs                                   | Votes blancs             | Votes blancs             | 47           | 1,75         | 26          | 0,97        |        |        |
| Votes nuls                                     | Votes nuls               | Votes nuls               | 51           | 1,90         | 41          | 1,53        |        |        |
| Total                                          | Total                    | Total                    | 2 688        | 100,00       | 2 686       | 100,00      | 33     | 12     |
| Abstentions                                    | Abstentions              | Abstentions              | 5 409        | 66,80        | 5 401       | 66,79       |        |        |
| Inscrits / participation                       | Inscrits / participation | Inscrits / participation | 8 097        | 33,20        | 8 087       | 33,21       |        |        |
| * Liste du maire sortant                       |                          |                          |              |              |             |             |        |        |

### Élection municipale de 2014
| Tête de liste                        | Tête de liste   | Liste          | Premier tour | Premier tour | Second tour | Second tour | Sièges | Sièges |
| Tête de liste                        | Tête de liste   | Liste          | Voix         | %            | Voix        | %           | CM     | CC     |
| ------------------------------------ | --------------- | -------------- | ------------ | ------------ | ----------- | ----------- | ------ | ------ |
|                                      | Denis Rebmann * | DVG-PS         | 1 414        | 31,96        | 2 326       | 49,78       | 8      | 2      |
| Réussir Guebwiller                   |                 |                | 1 414        | 31,96        | 2 326       | 49,78       | 8      | 2      |
|                                      | Francis Kleitz  | UDI            | 1 295        | 29,27        | 2 346       | 50,21       | 25     | 7      |
| Le nouvel essor pour Guebwiller      |                 |                | 1 295        | 29,27        | 2 346       | 50,21       | 25     | 7      |
|                                      | William Pralong | UMP            | 844          | 19,08        | 2 346       | 50,21       | 25     | 7      |
| Guebwiller nous rassemble            |                 |                | 844          | 19,08        | 2 346       | 50,21       | 25     | 7      |
|                                      | Anne Dehestru   | UDI            | 516          | 11,66        | 2 346       | 50,21       | 25     | 7      |
| Guebwiller en mouvement              |                 |                | 516          | 11,66        | 2 346       | 50,21       | 25     | 7      |
|                                      | Christian Haby  | DVG            | 354          | 8,00         |             |             |        |        |
| Pour Guebwiller, une nouvelle équipe |                 |                | 354          | 8,00         |             |             |        |        |
|                                      |                 |                |              |              |             |             |        |        |
| Inscrits                             | Inscrits        | Inscrits       | 7 956        | 100,00       | 7 956       | 100,00      |        |        |
| Abstentions                          | Abstentions     | Abstentions    | 3 364        | 42,28        | 3 093       | 38,88       |        |        |
| Votants                              | Votants         | Votants        | 4 592        | 57,72        | 4 863       | 61,12       |        |        |
| Blancs et nuls                       | Blancs et nuls  | Blancs et nuls | 169          | 3,68         | 191         | 3,93        |        |        |
| Exprimés                             | Exprimés        | Exprimés       | 4 423        | 96,32        | 4 672       | 96,07       |        |        |
| * Liste du maire sortant             |                 |                |              |              |             |             |        |        |

### Élection municipale de 2008
| Tête de liste               | Tête de liste        | Liste          | Premier tour | Premier tour | Second tour | Second tour | Sièges  | Sièges |
| Tête de liste               | Tête de liste        | Liste          | Voix         | %            | Voix        | %           | CM      |        |
| --------------------------- | -------------------- | -------------- | ------------ | ------------ | ----------- | ----------- | ------- | ------ |
|                             | Denis Rebmann        | PS             | 1 028        | 23,19        | 2 190       | 49,02       | 25      |        |
| Réussir ensemble Guebwiller |                      |                | 1 028        | 23,19        | 2 190       | 49,02       | 25      |        |
|                             | Anne Dehestru        | MoDem-UMP      | 1 021        | 23,04        | 1 219       | 27,28       | 5       |        |
| Guebwiller en mouvement     |                      |                | 1 021        | 23,04        | 1 219       | 27,28       | 5       |        |
|                             | Jean-Claude Zwickert | DVD            | 757          | 17,08        | Retrait     | Retrait     | Retrait |        |
| Guebwiller optimiste        |                      |                | 757          | 17,08        | Retrait     | Retrait     | Retrait |        |
|                             | Jean-Marie Rost      | UMP            | 637          | 14,37        | 630         | 14,10       | 2       |        |
| Agir pour Guebwiller        |                      |                | 637          | 14,37        | 630         | 14,10       | 2       |        |
|                             | Philippe Aullen      | Verts          | 544          | 12,27        | 429         | 9,60        | 1       |        |
| Liste citoyenne             |                      |                | 544          | 12,27        | 429         | 9,60        | 1       |        |
|                             | Bernard Heupel       | SE             | 445          | 10,04        |             |             |         |        |
| Guebwiller pour tous        |                      |                | 445          | 10,04        |             |             |         |        |
|                             |                      |                |              |              |             |             |         |        |
| Inscrits                    | Inscrits             | Inscrits       | 7 684        | 100,00       | 7 684       | 100,00      |         |        |
| Abstentions                 | Abstentions          | Abstentions    | 3 023        | 39,34        | 3 009       | 39,16       |         |        |
| Votants                     | Votants              | Votants        | 4 661        | 60,66        | 4 675       | 60,84       |         |        |
| Blancs ou nuls              | Blancs ou nuls       | Blancs ou nuls | 229          | 4,91         | 207         | 4,43        |         |        |
| Exprimés                    | Exprimés             | Exprimés       | 4 432        | 95,09        | 4 468       | 95,57       |         |        |

### Élection municipale de 2001
| Tête de liste  | Tête de liste  | Liste          | Premier tour | Premier tour | Second tour | Second tour | Sièges | Sièges |
| Tête de liste  | Tête de liste  | Liste          | Voix         | %            | Voix        | %           | CM     |        |
| -------------- | -------------- | -------------- | ------------ | ------------ | ----------- | ----------- | ------ | ------ |
|                | Daniel Weber   | RPR            | 1 850        | 43,60        | 2 053       | 48,81       | 25     |        |
|                | Meistermann    | DVD            | 827          | 19,49        | 891         | 21,18       | 3      |        |
|                | Muller         | Verts (G. pl.) | 685          | 16,14        | 769         | 18,28       | 3      |        |
|                | Facchin        | SE             | 610          | 14,38        | 493         | 11,72       | 2      |        |
|                | Michel Schmidt | LO             | 271          | 6,39         |             |             |        |        |
|                |                |                |              |              |             |             |        |        |
| Inscrits       | Inscrits       | Inscrits       | 6 834        | 100,00       | 6 834       | 100,00      |        |        |
| Abstentions    | Abstentions    | Abstentions    | 2 380        | 34,83        | 2 461       | 36,01       |        |        |
| Votants        | Votants        | Votants        | 4 454        | 65,17        | 4 373       | 63,99       |        |        |
| Blancs ou nuls | Blancs ou nuls | Blancs ou nuls | 211          | 4,74         | 167         | 3,82        |        |        |
| Exprimés       | Exprimés       | Exprimés       | 4 243        | 95,26        | 4 206       | 96,18       |        |        |

### Élection municipale de 1995
|                          | Charles Haby * | DVD            | 2 167 | 50,23  | 26 |  |  |  |
|                          | Meistermann    | DVD            | 944   | 21,88  | 3  |  |  |  |
|                          | David          | DVG            | 667   | 15,46  | 2  |  |  |  |
|                          | Robert Zusslin | DVD            | 536   | 12,42  | 2  |  |  |  |
|                          |                |                |       |        |    |  |  |  |
| Inscrits                 | Inscrits       | Inscrits       | 6 900 | 100,00 |    |  |  |  |
| Abstentions              | Abstentions    | Abstentions    | 2 360 | 34,20  |    |  |  |  |
| Votants                  | Votants        | Votants        | 4 540 | 65,80  |    |  |  |  |
| Blancs ou nuls           | Blancs ou nuls | Blancs ou nuls | 226   | 4,98   |    |  |  |  |
| Exprimés                 | Exprimés       | Exprimés       | 4 314 | 95,02  |    |  |  |  |
| * Liste du maire sortant |                |                |       |        |    |  |  |  |